# Ernst Tigerschiöld
Ernst Ludvig Tigerschiöld, född den 2 december 1855 i Gryts socken, Södermanlands län, död den 4 augusti 1945 i Stockholm, var en svensk industriman. Han var bror till Hugo Tigerschiöld och far till Herbert Tigerschiöld.
Tigerschiöld avlade avgångsexamen vid Schartaus handelsinstitut 1871. Han var anställd på Pettersson & Hertzmans kontor i Stockholm 1871–1878, på kontor i Hamburg 1879, kassör och kontorschef hos P.A. Collijn i Stockholm 1881–1888, disponent för Fanhults fabriksaktiebolag i Älmhult 1889–1891, disponent och verkställande direktör för Alingsås bomullsväveriaktiebolag 1891–1903, för Svenska juteväveriaktiebolaget i Södertälje 1905–1917. Tigerschiöld var ledamot av Kungliga teaterns pensionsinrättning 1916–1929. Han blev riddare av Vasaorden 1913.